# Demarato de Corinto (século IV a.C.)
Demarato foi um coríntio, que esteve presente em vários episódios importantes na vida de Alexandre, o Grande.
Demarato era convidado na corte de Filipe II da Macedónia, e este perguntou como os gregos estavam lidando uns com os outros. Demarato, conhecido por falar francamente, apontou para Filipe que a casa dele estava cheia de divisões e calamidades - pois Filipe tinha acabado de exilar seu filho Alexandre para a Ilíria. Diante desta resposta, Filipe chamou de volta Alexandre.
Segundo Diodoro Sículo, o cavalo de Alexandre (mencionado em outros textos com o nome de Bucéfalo) foi um presente de Demarato.